# Guglielmo Giacinto di Nassau-Siegen
Principe Guglielmo Giacinto di Nassau-Siegen (Bruxelles, 3 aprile 1667 – Hadamar, 18 febbraio 1743) era un principe di Nassau-Siegen. Fu anche pretendente del principato d'Orange.

## Vita

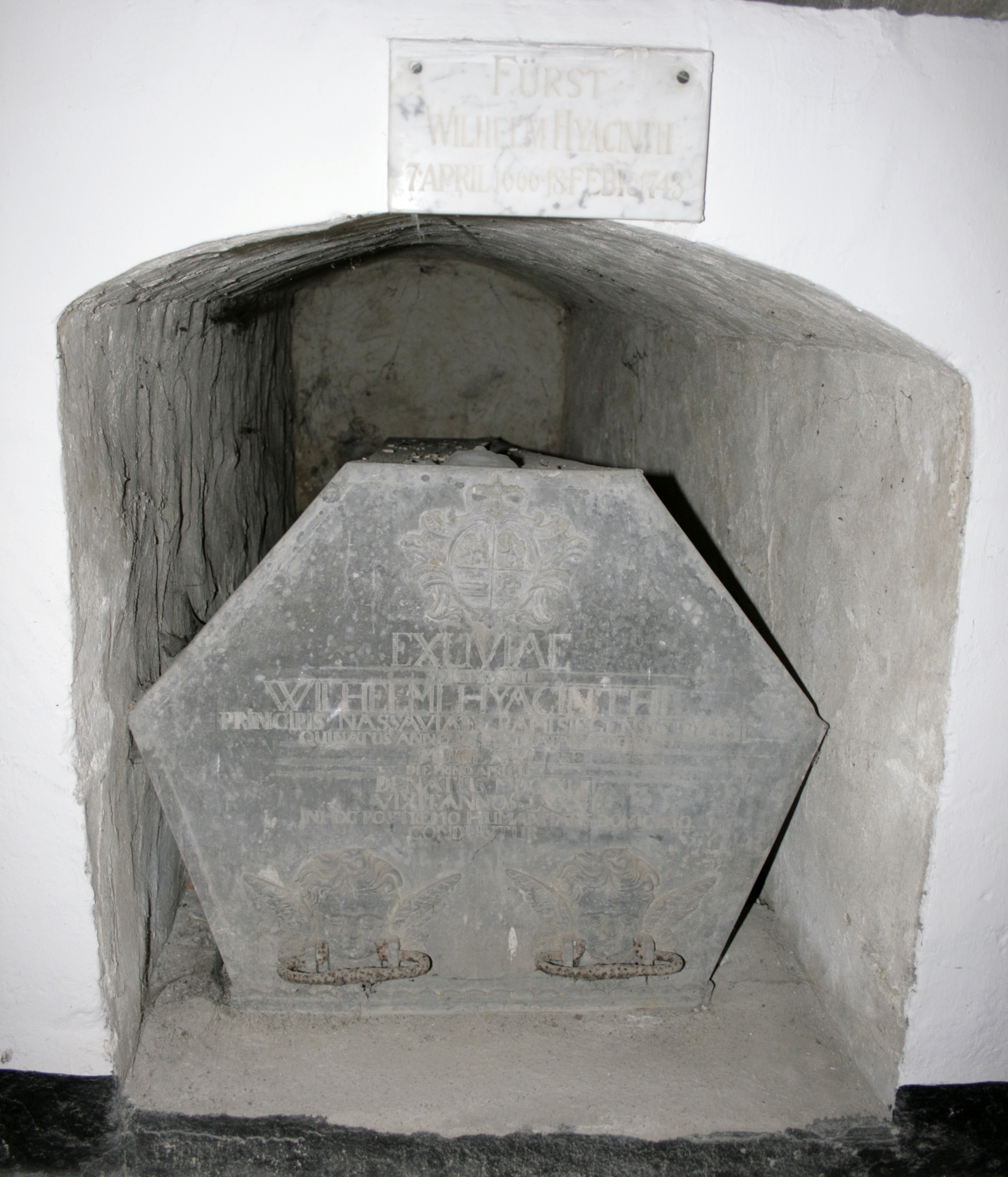
feretro di Guglielmo Giacinto nella cripta reale di Hadamar

Guglielmo Giacinto era il figlio del principe Giovanni Francesco Desiderato di Nassau-Siegen ed Eleonora Sofia di Baden, la sua seconda moglie. Nel 1695, si stabilì a Siegen. Nello stesso anno, la città cadde vittima di un grosso incendio, che bruciò 350 edifici, due chiese e la corte di Nassau, il quartier generale della famiglia regnante. Suo padre cominciò la costruzione di un nuovo castello a Siegen come nuova residenza di famiglia nel 1696.
Dal 17 dicembre 1699 al 2 marzo 1707, Guglielmo Giacinto fu il sovrano di Nassau-Siegen. Già da principe ereditario, aveva tenuto una corte ricca, probabilmente confidando che l'eredità fosse caduta su di lui. Egli sperava di ereditare molto più del principato di Nassau-Siegen di suo padre, dal momento che era il più prossimo parente maschio di re Guglielmo III d'Inghilterra, senza figli, e quindi un pontenziale erede delle estese terre di Guglielmo in Germania e la repubblica olandese. Tuttavia, Guglielmo III lasciò nel suo testamento i suoi possedimenti a Giovanni Guglielmo Friso di Nassau-Dietz. Guglielmo Giacinto utilizzò poi il titolo di principe di Orange in Brabante.
Non ereditò nemmeno le ricchezze di suo padre. Suo padre si era risposato con Isabella Clara du Puget de la Serre e aveva avuto, da lei, sette figli sopravvissuti. Nel suo testamento, egli le lasciò un generoso lascito di 1100 talleri all'anno. I suoi due figli maschi riceverono ognuno 500 talleri l'anno e le sue cinque femmine 200 talleri ognuna. Guglielmo Giacinto contestò il volere del padre davanti al Tribunale della Camera imperiale, tuttavia, perse la causa nel 1702.
Nello stesso anno Guglielmo III morì in Inghilterra. Guglielmo Giacinto si recò a Parigi per assicurare il sostegno della Francia circa i suoi diritti all'eredità. Gli altri pretendenti erano re Federico I di Prussia e Giovanni Guglielmo Friso di Nassau-Dietz, che fu designato erede da Guglielmo III nel suo testamento.
Re Luigi XIV, tuttavia, mostrò scarso interesse nel sostenere un principe protestante senza base di potere militare. Guglielmo Giacinto si recò poi nel principato di Orange ed lì annunciò che si era impadronito del principato. Luigi XIV dichiarò che il principe Henri Jules de Condé era il legittimo erede al principato di Orange e lo occupò militarmente. Henri Jules trasferì il principato alla Francia. Nel trattato di Utrecht del 1713, il principato fu definitivamente assegnato alla Francia.
La sua corte sontuosa, con la quale volle sottolineare il suo diritto all'eredità di Orange, i suoi viaggi e regali costavano molto più di quanto il suo reddito dal ducato di Nassau-Siegen poteva sostenere. Guglielmo Giacinto fu di conseguenza indebitato con i banchieri De Rhön e Schönemann di Francoforte, impegnando di villaggi Wilnsdorf e Wilgersdorf per 20000 talleri. Egli incrementò le tasse in tutto il paese a livelli intollerabili. Un'altra fonte di reddito erano le ammende eccessive, che danneggiarono ulteriormente la sua reputazione nel suo paese.
La sua irascibilità e ambizione erano temute nella propria famiglia. Quando suo fratello (e successore) Federico Guglielmo Adolfo espresse il suo malcontento, Guglielmo Giacinto diresse i cannoni del suo castello sul castello di suo fratello, al fine di dimostrare il suo potere. Federico Guglielmo Adolfo quindi citato in giudizio il fratello nell'assemblea del circolo di Vestfalia. Quando Guglielmo Giacinto visitò la corte di Vienna nel 1705, per accrescere il sostegno per la sua pretesa eredità, Siegen fu occupata dalle truppe di Nassau e Prussia. Il popolo si ribellò e saccheggiò e disarmò castello di Guglielmo Giacinto.
Il numero di denunce circa la sua condotta continuò ad aumentare. Il 15 luglio 1706, Siegen fu ancora occupata, questa volta dalle truppe del Conte Palatino di Neuburg e dalla Prussia, su richiesta del consiglio aulico. Il cancelliere di Guglielmo Giacinto, de Colomba, che aveva giocato un ruolo importante nella tirannia di Guglielmo Giacinto, fu arrestato il 20 dicembre 1710 ed esiliato dall'impero germanico a vita. Guglielmo Giacinto fuggi ad Hadamar, da suo cugino, il principe Francesco Alessandro.
Le rivolte contro il suo regno di terrore continuarono. Il 29 marzo 1707 Guglielmo Giacinto fece decapitare Friedrich Flender von der Hardt, sospetto leader dei ribelli, senza alcuna forma di processo. L'imperatore Giuseppe I utilizzò questo atto per privare Guglielmo Giacinto del suo principato, che fu temporaneamente amministrato da due consiglieri imperiali e poi passò a Federico Guglielmo Adolfo. Nel 1713, la Francia ritirò il titolo francese di Guglielmo Giacinto di conte di Chalon.
A Guglielmo Giacinto fu assegnata una pensione annua di 4000 talleri. Il patrimonio restante fu usato per pagare le pensioni della sua matrigna e dei suoi fratelli e sorelle, i suoi creditori e un debito d'onore alla famiglia di Friedrich Flender. Né una denuncia all'imperatore né alla dieta di Ratisbona sulla restituzione ebbero successo.

## Matrimoni e figli
Guglielmo Giacinto si sposò tre volte. La sua prima moglie fu la principessa Maria Francesca di Fürstenberg-Heiligenberg, che egli sposò il 9 aprile 1687 a Liegi. Maria Francesca morì il 7 giugno 1691. Da lei ebbe tre figli:
- Principe Giuseppe Giacinto di Nassau-Siegen (1688-1688)
- Principe Francesco Giuseppe di Nassau-Siegen (1689–1703)
- Principessa NN di Nassau-Siegen (1691–1692)

La sua seconda moglie fu la contessa Maria Anna di Hohenlohe-Waldenburg-Schillingsfürst, che sposò il 22 maggio 1698 a Francoforte. Da Maria Anna ebbe una sola figlia femmina:
- Principessa Maria Anna Giuseppa di Nassau-Siegen (1704–1723)

Solo la sua terza moglie gli sopravvisse. Era Sofia di Starhemberg, sposata il 28 luglio 1740 a Vienna. Sofia morì il 12 dicembre 1773 dopo essersi risposta con Costantino d'Assia-Rheinfels-Rotenburg. Questo matrimonio fu senza figli.

## Ascendenza
|                                                          |                                             |                                               | Genitori                                   |  |  | Nonni |  |  | Bisnonni                             |  |  | Trisnonni                               |  |
|                                                          |                                             |                                               |                                            |  |  |       |  |  | Giovanni VII, conte di Nassau-Siegen |  |  | Giovanni VI, conte di Nassau-Dillenburg |  |
|                                                          |                                             |                                               |                                            |  |  |       |  |  | Giovanni VII, conte di Nassau-Siegen |  |  | Giovanni VI, conte di Nassau-Dillenburg |  |
|                                                          |                                             | Elisabetta di Leuchtenberg                    |                                            |  |  |       |  |  | Giovanni VII, conte di Nassau-Siegen |  |  |                                         |  |
| Giovanni VIII, conte di Nassau-Siegen                    |                                             |                                               |                                            |  |  |       |  |  | Giovanni VII, conte di Nassau-Siegen |  |  |                                         |  |
|                                                          |                                             | Maddalena di Waldeck-Wildungen                | Filippo IV, conte di Waldeck-Wildungen     |  |  |       |  |  |                                      |  |  |                                         |  |
|                                                          |                                             | Maddalena di Waldeck-Wildungen                | Filippo IV, conte di Waldeck-Wildungen     |  |  |       |  |  |                                      |  |  |                                         |  |
|                                                          |                                             | Maddalena di Waldeck-Wildungen                | Jutta di Isenburg-Neumagen                 |  |  |       |  |  |                                      |  |  |                                         |  |
| Giovanni Francesco Desiderato, principe di Nassau-Siegen |                                             | Maddalena di Waldeck-Wildungen                |                                            |  |  |       |  |  |                                      |  |  |                                         |  |
|                                                          |                                             | Lamoral I, principe di Ligne                  | Filippo, conte di Ligne                    |  |  |       |  |  |                                      |  |  |                                         |  |
|                                                          |                                             | Lamoral I, principe di Ligne                  | Filippo, conte di Ligne                    |  |  |       |  |  |                                      |  |  |                                         |  |
|                                                          |                                             | Lamoral I, principe di Ligne                  | Margherita di Lalaing                      |  |  |       |  |  |                                      |  |  |                                         |  |
| Ernestina Iolanda di Ligne                               |                                             | Lamoral I, principe di Ligne                  |                                            |  |  |       |  |  |                                      |  |  |                                         |  |
|                                                          |                                             | Anna Maria di Melun                           | Ugo di Melun, principe d'Épinoy            |  |  |       |  |  |                                      |  |  |                                         |  |
|                                                          |                                             | Anna Maria di Melun                           | Ugo di Melun, principe d'Épinoy            |  |  |       |  |  |                                      |  |  |                                         |  |
|                                                          |                                             | Anna Maria di Melun                           | Yolanda di Barbançon, baronessa di Werchin |  |  |       |  |  |                                      |  |  |                                         |  |
| Guglielmo Giacinto, principe di Nassau-Siegen            |                                             | Anna Maria di Melun                           |                                            |  |  |       |  |  |                                      |  |  |                                         |  |
|                                                          | Edoardo Fortunato, margravio di Baden-Baden | Cristoforo II, margravio di Baden-Rodemachern |                                            |  |  |       |  |  |                                      |  |  |                                         |  |
|                                                          | Edoardo Fortunato, margravio di Baden-Baden | Cristoforo II, margravio di Baden-Rodemachern |                                            |  |  |       |  |  |                                      |  |  |                                         |  |
|                                                          | Edoardo Fortunato, margravio di Baden-Baden | Cecilia di Svezia                             |                                            |  |  |       |  |  |                                      |  |  |                                         |  |
| Ermanno Fortunato, margravio di Baden-Rodemachern        | Edoardo Fortunato, margravio di Baden-Baden |                                               |                                            |  |  |       |  |  |                                      |  |  |                                         |  |
|                                                          |                                             | Maria di Eicken                               | Joost di Eycken, signore di Nederloo       |  |  |       |  |  |                                      |  |  |                                         |  |
|                                                          |                                             | Maria di Eicken                               | Joost di Eycken, signore di Nederloo       |  |  |       |  |  |                                      |  |  |                                         |  |
|                                                          |                                             | Maria di Eicken                               | Barbara di Mol                             |  |  |       |  |  |                                      |  |  |                                         |  |
| Eleonora Sofia di Baden                                  |                                             | Maria di Eicken                               |                                            |  |  |       |  |  |                                      |  |  |                                         |  |
|                                                          |                                             | Filippo Francesco, conte di Daun-Falkenstein  | Sebastiano, conte di Daun-Oberstein        |  |  |       |  |  |                                      |  |  |                                         |  |
|                                                          |                                             | Filippo Francesco, conte di Daun-Falkenstein  | Sebastiano, conte di Daun-Oberstein        |  |  |       |  |  |                                      |  |  |                                         |  |
|                                                          |                                             | Filippo Francesco, conte di Daun-Falkenstein  | Elisabetta di Salm-Dhaun                   |  |  |       |  |  |                                      |  |  |                                         |  |
| Maria Sidonia di Daun-Falkenstein                        |                                             | Filippo Francesco, conte di Daun-Falkenstein  |                                            |  |  |       |  |  |                                      |  |  |                                         |  |
|                                                          |                                             | Elisabetta di Salm-Reifferscheidt             | Werner, conte di Salm-Reifferscheidt       |  |  |       |  |  |                                      |  |  |                                         |  |
|                                                          |                                             | Elisabetta di Salm-Reifferscheidt             | Werner, conte di Salm-Reifferscheidt       |  |  |       |  |  |                                      |  |  |                                         |  |
|                                                          |                                             | Elisabetta di Salm-Reifferscheidt             | Maria di Limburg Stirum                    |  |  |       |  |  |                                      |  |  |                                         |  |
|                                                          |                                             | Elisabetta di Salm-Reifferscheidt             |                                            |  |  |       |  |  |                                      |  |  |                                         |  |